# Rómer Roca
Rómer Antonio Roca Cuéllar (Santa Cruz de la Sierra, 1 de julio de 1966) es un exfutbolista boliviano que jugaba como defensa. Jugó la mayor parte de su carrera en Oriente Petrolero. Fue internacional con la Selección de Bolivia.

## Selección nacional

### Categorías inferiores
Participó con la Selección sub-23 en el Preolímpico de 1988 disputado en Bolivia.
| Torneo           | Sede    | Resultado    |
| ---------------- | ------- | ------------ |
| Preolímpico 1988 | Bolivia | Tercer lugar |

### Selección absoluta
Roca jugó un total de 9 partidos con la Selección Boliviana en el período 1987-1985. Debutó el 14 de junio de 1987 en un partido amistoso contra la Selección Paraguaya.
Representó a Bolivia en la Copa América 1987, en la que no llegó a jugar. También integro el plantel que jugó la Copa América 1989, debutando en esta competición el 4 de julio ante Uruguay, siendo expulsado al minuto 26.

### Participaciones en la Copa América
| Copa              | Sede      | Resultado    | PJ | G |
| ----------------- | --------- | ------------ | -- | - |
| Copa América 1987 | Argentina | Primera fase | 0  | 0 |
| Copa América 1989 | Brasil    | Primera fase | 2  | 0 |

## Clubes
| Club                | País    | Año         |
| ------------------- | ------- | ----------- |
| Oriente Petrolero   | Bolivia | 1985 - 1995 |
| Destroyers          | Bolivia | 1996 - 1997 |
| Real Potosí         | Bolivia | 1998 - 1999 |
| Ingenieros del Beni | Bolivia | 1999        |
| Real Santa Cruz     | Bolivia | 2000        |

## Palmarés

### Títulos nacionales
| Título           | Club              | Año  |
| ---------------- | ----------------- | ---- |
| Primera División | Oriente Petrolero | 1990 |